# كلاوس ليندنبرغر
كلاوس ليندنبرغر (بالألمانية: Klaus Lindenberger)‏ (مواليد 28 مايو 1957) هو لاعب كرة قدم. يلعب مع منتخب النمسا لكرة القدم. سبق له أن لعب في كأس العالم لكرة القدم مع منتخب بلاده.

## روابط خارجية
- كلاوس ليندنبرغر على موقع الاتحاد الدولي (مؤرشف)  (الإنجليزية)
- كلاوس ليندنبرغر على موقع قاعدة بيانات كرة القدم.إي يو (الإنجليزية)
- كلاوس ليندنبرغر على موقع ناشيونال فوتبول تيمز (الإنجليزية)
- كلاوس ليندنبرغر على موقع عالم كرة القدم.نت (الإنجليزية)